# Татарский Сарсаз (Менделеевский район)
Тата́рский Сарса́з (тат. Татар Сарсазы) — село в Менделеевском районе Республики Татарстан, в составе Псеевского сельского поселения.

## Этимология названия
Топоним произошёл от этнонима «татар» и гидрографических терминов тюрко-татарского происхождения «сар», «саз» (болото).

## География
Село находится в верховье реки Чуманка, в 22 км к северо-востоку от районного центра, города Менделеевска. Вдоль села проходит автомобильная дорога регионального значения 16К-0024 «Псеево — Крынды».

## История
Село Татарский Сарсаз (первоначально было известно под названиями Малый Чумень (Учумень)) упоминается в первоисточниках с 1680 года.
В сословном отношении, в XVIII столетии и вплоть до 1860-х годов жителей села причисляли к государственным крестьянам. Их основными занятиями в то время были земледелие, скотоводство, ювелирный промысел.
В 1870-е годы в село переехали переселенцы из Малмыжского уезда.
По сведениям из первоисточников, в начале XX столетия в селе действовала мечеть.
С 1930-х годов в селе работали коллективные сельскохозяйственные предприятия.
Административно, до 1921 года село относилось к Елабужскому уезду Вятской губернии, с 1921 года — к кантонам ТАССР, с 1930 года (с перерывами) — к Менделеевскому (Бондюжскому) району Татарстана.

## Население
| 1795 | 1859 | 1887 | 1905 | 1920 | 1926 | 1938 | 1949 | 1958 | 1970 | 1979 | 1989 | 2002 | 2010 | 2017 |
| ---- | ---- | ---- | ---- | ---- | ---- | ---- | ---- | ---- | ---- | ---- | ---- | ---- | ---- | ---- |
| 15   | 145  | 231  | 297  | 729  | 754  | 769  | 599  | 540  | 315  | 211  | 133  | 116  | 98   | 93   |

Национальный состав: 2002 - татары (100%), 2017 - татары (98%), русские (2%). 

## Культура
До 1988 г. работал клуб (здание 1946–1950 гг. постройки). В селе сохранился дом бая Алулы (в нем размещен фельдшерско-акушерский пункт).

## Социальные объекты
Фельдшерско-акушерский пункт.